# Унийоки
Унийоки — река в России и Финляндии, российская часть протекает по Суоярвскому району Карелии, финская — по коммуне Иломантси.
Исток — озеро Умпиярви (фин. Umpijärvi), имеющее сток также в озеро Виксинселькя. Устье реки находится в 7 км по правому берегу реки Мутанен. Длина российской части реки составляет 8 км.

## Данные водного реестра
По данным государственного водного реестра России относится к Балтийскому бассейновому округу, водохозяйственный участок реки — Водные объекты бассейна оз. Ладожское без рр. Волхов, Свирь и Сясь, речной подбассейн реки — Нева и реки бассейна Ладожского озера (без подбассейна Свирь и Волхов, российская часть бассейнов). Относится к речному бассейну реки Нева (включая бассейны рек Онежского и Ладожского озера).
Код объекта в государственном водном реестре — 01040300212102000010924.